# Taillón
El Taillón o Punta Negra és una muntanya de 3.147 m d'altitud, amb una prominència de 340 m, que es troba al massís del Mont Perdut, entre la província d'Osca (Aragó) i el departament dels Alts Pirineus (França). Els seus contraforts estan formats de pedra calcària i dolomies. La primera ascensió, la va realitzar Vicente de Heredia l'any 1792, quan estava treballant per determinar la frontera francoespanyola. És considerat un dels cims de 3.000 m més fàcils del massís de Mont Perdut, i l'accés habitual es fa des de la Bretxa de Rotllan a la Falsa Bretxa i al Dit i, des d'aquí, per la relativament fàcil cresta fins al cim. La ruta més assequible és des de Gavarnia; es pot fer nit al refugi de Sarradets o des de Torla i fer nit al refugi de Góriz, amb la qual cosa el desnivell a superar serà de menys de mil metres. Se'n troba el circ de Gavarnia a la cara superior.